# Oksana Selekhmeteva
Oksana Selekhmeteva (nació el 13 de enero de 2003) es una jugadora de tenis rusa.
Selekhmeteva el 8 de agosto de 2022, alcanzó el puesto número 138 del mundo en el ranking individual.
Selekhmeteva ganó dos títulos junior de Grand Slam en dobles: el Abierto de Estados Unidos de 2019 y el Abierto de Francia de 2021. También llegó a la final del torneo de dobles femenino de Wimbledon 2019.